# سنرقص (أغنية ديمس روسوس)

سنرقص (بالإنجليزية: We shall dance)‏ هي أغنية للمغني اليوناني ديميس روسوس، أصدرت أغنيةً منفردةً في عام 1971، وضمن ألبوم روسوس عام 1971 «على الجانب اليوناني من عقلي On the Greek Side of My Mind» (في الأصل كان عنوان الألبوم «النار والجليد»)،
الأغنية من كلمات والحان هاري تشالكيتيس وديميس روسوس، ومن إنتاج  ديميس روسوس وجان كلود ديسمارتي. هناك أيضًا نسخة باللغة الإسبانية بعنوان «سوف نرقص». وصلت الأغنية إلى المركز الرابع في هولندا، والمركز التاسع في بلجيكا.

## كلمات الأغنية
سنرقص ونرقص We shall dance, we shall dance
اليوم الذي نجد فيه الفرصة The day we get a chance
لتعزف كل كمان في قاعة الرقص To pay off all the violins of the ball
سنرقص ونرقص We shall dance, we shall dance
اليوم الذي نجد فيه الفرصة The day we get a chance
للحصول على عشرة سنتات لإعادة شراء أرواحنا To get a dime to buy back our souls
سنرقص ونغني We shall dance, we shall sing
حبيبي يا ربيعي My dear love, O my spring
حبيبي الأيام الجيدة ستأتي My love good days will come
سترى الذرة تنمو في الربيع You'll see the corn will grow in spring
وقت ربيعي My spring time
وقت ربيعي My spring time
سنرقص ونرقص We shall dance, we shall dance
اليوم الذي نجد فيه الفرصة The day we get a chance
لتعزف كل كمان في قاعة الرقص To pay off all the violins of the ball
سنرقص وسنبقى We shall dance, we shall stay
مع الأطفال في اللعب With the children at play
أقسم يا إلهي عندما يحين الوقت سوف نصلي Lord I swear when the time comes, we'll pray
سنرقص ونغني We shall dance, we shall sing
حبيبي يا ربيعي My dear love, O my spring
حبي سيكون لديك منزل My love you'll have a house
مع سقف وجدران With roof and walls
النار بالفحم Fire with coal
روحي يا روحي My soul, my soul

## وصلات خارجية
https://www.allmusic.com/album/we-shall-dance-mw0000440552 سنرقص (أغنية ديمس روسوس)